# Portuguesa Santista
El Associação Atlética Portuguesa es un club de fútbol brasileño de la ciudad de Santos. Fue fundado en 1917 y juega en el Campeonato Paulista Serie A2.

## Palmarés
- Campeonato Paulista Serie A2: 4

1932, 1933, 1934, 1964
- Campeonato Paulista Segunda División: 1

2016
- Torneo Inicio Paulista: 1

1929
- Copa Paulista: 1

2023

## Entrenadores
- Rodrigo Pastana (diciembre de 2008–febrero de 2009)[3][4][5]
- Gil (febrero de 2009–marzo de 2009)[5][6]
- Balu (interino- marzo de 2009–?)[6][7][8]
- Ricardo Costa (febrero de 2016–febrero de 2017)[9][10][11]
- Marcelo Fernandes (febrero de 2017–junio de 2017)[12][13]
- Ricardinho (julio de 2017–?)[14]
  -  Balu (interino- julio de 2017)[15]
- Sérgio Guedes (septiembre de 2022–presente)[2]